# Avaliação em saúde
Avaliação em saúde é um termo que se refere a um conjunto de ações desenvolvidas com o propósito de realizar um juízo de valor acerca de um determinado objeto, que pode se tratar, por exemplo, de uma ação, um serviço, um estabelecimento, uma tecnologia, uma política, um programa, um projeto ou, mesmo, um sistema de saúde. Seu objetivo é subsidiar a tomada de decisões, tanto no âmbito clínico, como na gestão, através do fornecimento de informações de qualidade.
Diferentes níveis podem ser abordados pelos procedimentos de avaliação: individual, coletivo, local, regional, nacional ou global. As análises são orientadas para a verificação de determinados atributos, cuja seleção deve estar amparada nas bases conceituais do objeto de interesse, de modo a permitir alcançar os objetivos desejados.
O método de investigação escolhido deve ser adequado para atender os objetivos da análise e compatível com as condições e recursos disponíveis. Em geral, os desenhos de estudos são classificados como: experimentais, que analisam os efeitos de uma intervenção em comparação a um grupo controle; quasi-experimentais, que não adotam estratégias de controle tão rigorosas como os anteriores, e não-experimentais, que se baseiam na interpretação de dados obtidos sem a interferência do avaliador. Outros modelos incluem a avaliação de tecnologia e os estudos qualitativos.
Segundo alguns autores, há dois tipos de avaliação: a "avaliação normativa" e a "pesquisa avaliativa". A avaliação normativa realiza um julgamento, tendo como referencial um padrão composto por um conjunto de critérios e normas pré-estabelecidos, cuja existência estaria relacionada ao efeito produzido pela intervenção em análise. Um exemplo desta modalidade seriam os estudos de qualidade, para os quais a Tríade de Donabedian é uma teoria muito importante. Ela estabelece que os programas ou intervenções em saúde podem ser analisados a partir de três dimensões: estrutura, processo e resultado.
A pesquisa avaliativa, por sua vez, concentra-se na investigação de uma intervenção, em retrospectiva, a partir da aplicação de métodos científicos. Seria o caso das análises estratégica, de intervenção, de produtividade, de efeito, de rendimento e de implantação.
A avaliação se distingue do monitoramento em saúde, uma vez que se presta a produzir um julgamento, enquanto o segundo consiste no recolhimento sistemático de dados ao longo do tempo. Uma ferramenta básica para o monitoramento são os sistemas de informação, responsáveis pelo armazenamento, processamento e disponibilização desses dados, que podem vir a ser fonte de estudo para a avaliação em saúde.